# Јован III Палеолог
Јован III Палеолог (око 1362 — 25. август 1381. године) је био маркгроф Монферата од 1378. до своје смрти. Био је други син маркгрофа Јована II од Монферата и маркизе Изабеле од Мајорке и брат и наследник маркиза Секундота. Јован III је 3. јануара 1379. године, постављен за маркгрофа под намесништвом свог тече Отона, војводе од Брунсвик-Грубенхагена.
У жељи да освети смрт свог брата и поврати територију изгубљену након Секондотоовог повлачења, маркиз Јован III је објавио рат миланским Висконтима, али је био приморан да потпише мир пре него што су борбе почеле, под притиском антипапе Климента VII од Авињона, који је желео да на свом двору има војводу Отона од Брунсвика. Војвода Отон је стога потписао уговор и потврдио границе маркгрофовије током његовог одсуства. Да би гарантовао опстанак маркгрофовије, војвода Отон ју је ставио под заштиту Краљевине Француске.
Касније је маркиз Јован III отишао за војводом Отом на двор Напуљског краљевства, али су се током његовог одсуства појавиле невоље. Када је Карло III проглашен краљем Напуља, а краљица Јована I је побегла, маркиз Јован III и војвода Отон су се изненада нашли у рату око напуљске круне и нису могли да се врате у Монферат. Они су 25. августа 1381. године, били укључени у битку у којој је војвода Отон заробљен, а млади маркиз Јован III убијен. Наследио га је млађи брат Теодор II, маркиз од Монферата.